# Присакар Сергій Олександрович
Сергій Олександрович Присакар (1993-2024) — молодший сержант збройних сил України, учасник російсько-української війни.

## Життєпис
Народився в Кельменцях Чернівецької області.
До повномасштабного вторгнення проживав в Італії.
З початком великої війни повернувся з-за кордону щоб долучитися до лав Збройних сил України.
Загинув 11 липня 2024 року.

## Нагороди
- Орден «За мужність» II ступеня[1].
- Орден «За мужність» III ступеня[2].
- Почесний нагрудний знак «Сталевий хрест».
- Нагрудний знак «Завжди Перші. ДШВ»